# Técnicas de escalada
A técnica empregue na escalada ou no alpinismo depende do terreno onde a correspondente  actividade é praticada mas basicamente há uma técnica para a progressão, a segurança da ascensão, e outra da técnica stricto sensu empregue.

## Técnica de progressão

### À frente
À frente (em francês:  en tête) é o nome do que abre a via. A cada ponto prende uma costura onde prende a corda (mosquetonagem).

### Em moulinette
Em moulinette galicismo que designa um tipo de escalada que se pratica passando a corda por um ponto fixo (mosquetão) deixado pelo primeiro alpinista ou pelo que fica em baixo. Assim o segundo está sempre seguro e é a melhor maneira de dar segurança a quem se quiser iniciar à escalada.

### Imagens

À frente
Em moulinette

## Técnicas de escalada
Dentro destas técnicas há algumas que "fizeram história" como:
- Ascensão em livre - que consiste em não deixar traços da sua passagem, deixar livre (limpa).
- Fissura Knubel - uso do o piolet como bloqueador numa fenda
- Primeira invernal - reúne as dificuldades da primeira ascensão e da primeira invernal
- Solitário - subida sem companheiro nem guia